# Simona
Simona fue una telenovela juvenil de comedia musical argentina creada por Pol-ka Producciones y emitida por Canal 13 desde el 22 de enero hasta el 31 de agosto de 2018. Es protagonizada por Ángela Torres, Juan Darthés, Ana María Orozco, Gastón Soffritti y Agustín Casanova.

## Sinopsis
Simona (Ángela Torres) es una adolescente que sueña con ser cantante. De pequeña, Simona fue abandonada por su madre biológica, Marilina Mendoza (Ana María Orozco), quien luego de haber sido víctima de violencia de género por parte de su marido y padre de Simona, termina asesinándolo en defensa propia y de su pequeña hija. Tras ser detenida y llevada a prisión, la niña es dejada en un orfanato, donde es adoptada por Rosa Sánchez (María Rosa Fugazot) junto con otra pequeña a quien llaman "Chipi" (Thaís Rippel). Ambas son criadas por Rosa, quién trabaja hace muchos años en la casa de los Guerrico.
Luego de cumplir su condena, Marilina regresa a Buenos Aires con el objetivo de buscar a su hija. Se reencuentra con su gran amiga Angie (Mercedes Scápola), quien al igual que ella es fisioterapeuta y se desempeña como tal en la clínica de Diego Guerrico (Juan Darthés) y sus socios, Santiago Solano (Federico Olivera) y Pablo Medina (Darío Barassi). Consigue el empleo en la clínica del Doctor Guerrico, sin saber que su hija se desempeña como mucama en la casa del médico. Marilina se enamorará de Diego, quien tiene una relación con Siena (Romina Gaetani), y despertará sus celos.
Simona crece feliz, amada y contenida por su mamá adoptiva, sin necesidad de hurgar en ese pasado que, por ahora, siente ajeno. Con atrevimiento, no dudará en reemplazar a Rosa como empleada doméstica en la casa de los Guerrico cuando ella deba alejarse por problemas de salud. Allí se reencontrará con Romeo (Gastón Soffritti), el mayor de los tres sobrinos de su ahora jefe, a quien conoce desde la infancia. Esa cercanía irá, poco a poco, despertando el amor entre ambos jóvenes. Quién también se disputará el amor de Simona será Dante  (Agustín Casanova), el segundo de los sobrinos de Diego Guerrico, quien ira ganando el cariño y amor de nuestra protagonista, llegando a hacerle dudar si realmente el "amor de su infancia" es el indicado en su presente. El menor de los sobrinos es Júnior (Renato Quattordio), quien al principio se muestra como un joven muy mujeriego, pero que con el correr de los capítulos y con también la llegada de Blas (Gabriel Gallichio) comenzará a sentirse confundido respecto a su sexualidad.
El personal doméstico de la casa lo completan Javiera (Patricia Echegoyen), ama de llaves, Lucrecia (Vanesa Butera), mucama, y Oscar (Yayo Guridi), chofer.
Asimismo, la clínica de Diego también será escenario de los vaivenes amorosos de sus protagonistas, con Trini (Florencia Vigna), una secretaria algo torpe y entrometida, Johnny (Marcelo Mazzarello), abogado, y Leo (Andrés Gil), su ayudante, como testigos.

## Elenco y personajes
| Ángela Torres       | Simona Sánchez                               | Principal   | Principal |  |  |  |  |  |  |  |  |  |  |  |  |  |  |  |  |  |  |  |  |  |  |  |  |  |  |  |  |  |  |  |  |  |  |  |  |  |  |  |  |  |  |  |  |  |  |  |  |  |  |  |  |  |  |
| Juan Darthés        | Diego Guerrico                               | Principal   |           |  |  |  |  |  |  |  |  |  |  |  |  |  |  |  |  |  |  |  |  |  |  |  |  |  |  |  |  |  |  |  |  |  |  |  |  |  |  |  |  |  |  |  |  |  |  |  |  |  |  |  |  |  |  |
| Ana María Orozco    | Marilina Mendoza                             | Principal   |           |  |  |  |  |  |  |  |  |  |  |  |  |  |  |  |  |  |  |  |  |  |  |  |  |  |  |  |  |  |  |  |  |  |  |  |  |  |  |  |  |  |  |  |  |  |  |  |  |  |  |  |  |  |  |
| Gastón Soffritti    | Romeo Funes Guerrico                         | Principal   | Principal |  |  |  |  |  |  |  |  |  |  |  |  |  |  |  |  |  |  |  |  |  |  |  |  |  |  |  |  |  |  |  |  |  |  |  |  |  |  |  |  |  |  |  |  |  |  |  |  |  |  |  |  |  |  |
| Agustín Casanova    | Dante Funes Guerrico / Dante Solano Guerrico | Principal   | Principal |  |  |  |  |  |  |  |  |  |  |  |  |  |  |  |  |  |  |  |  |  |  |  |  |  |  |  |  |  |  |  |  |  |  |  |  |  |  |  |  |  |  |  |  |  |  |  |  |  |  |  |  |  |  |
| Renato Quattordio   | Ricardo "Junior" Funes Guerrico              | Principal   | Principal |  |  |  |  |  |  |  |  |  |  |  |  |  |  |  |  |  |  |  |  |  |  |  |  |  |  |  |  |  |  |  |  |  |  |  |  |  |  |  |  |  |  |  |  |  |  |  |  |  |  |  |  |  |  |
| Federico Olivera    | Santiago Solano                              | Secundario  |           |  |  |  |  |  |  |  |  |  |  |  |  |  |  |  |  |  |  |  |  |  |  |  |  |  |  |  |  |  |  |  |  |  |  |  |  |  |  |  |  |  |  |  |  |  |  |  |  |  |  |  |  |  |  |
| Romina Gaetani      | Siena Velasco                                | Antagonista |           |  |  |  |  |  |  |  |  |  |  |  |  |  |  |  |  |  |  |  |  |  |  |  |  |  |  |  |  |  |  |  |  |  |  |  |  |  |  |  |  |  |  |  |  |  |  |  |  |  |  |  |  |  |  |
| Florencia Vigna     | Trinidad "Trini" Berutti                     | Secundaria  | Principal |  |  |  |  |  |  |  |  |  |  |  |  |  |  |  |  |  |  |  |  |  |  |  |  |  |  |  |  |  |  |  |  |  |  |  |  |  |  |  |  |  |  |  |  |  |  |  |  |  |  |  |  |  |  |
| Stefanía Roitman    | Luciana "Lula" Achával                       | Antagonista | Principal |  |  |  |  |  |  |  |  |  |  |  |  |  |  |  |  |  |  |  |  |  |  |  |  |  |  |  |  |  |  |  |  |  |  |  |  |  |  |  |  |  |  |  |  |  |  |  |  |  |  |  |  |  |  |
| María Rosa Fugazot  | Rosa Sánchez                                 | Secundaria  |           |  |  |  |  |  |  |  |  |  |  |  |  |  |  |  |  |  |  |  |  |  |  |  |  |  |  |  |  |  |  |  |  |  |  |  |  |  |  |  |  |  |  |  |  |  |  |  |  |  |  |  |  |  |  |
| Mercedes Scápola    | Ángeles "Angie" Buero                        | Secundaria  |           |  |  |  |  |  |  |  |  |  |  |  |  |  |  |  |  |  |  |  |  |  |  |  |  |  |  |  |  |  |  |  |  |  |  |  |  |  |  |  |  |  |  |  |  |  |  |  |  |  |  |  |  |  |  |
| Darío Barassi       | Pablo "Paul" Medina                          | Secundario  |           |  |  |  |  |  |  |  |  |  |  |  |  |  |  |  |  |  |  |  |  |  |  |  |  |  |  |  |  |  |  |  |  |  |  |  |  |  |  |  |  |  |  |  |  |  |  |  |  |  |  |  |  |  |  |
| Vanesa Butera       | Lucrecia Juárez                              | Secundaria  | Principal |  |  |  |  |  |  |  |  |  |  |  |  |  |  |  |  |  |  |  |  |  |  |  |  |  |  |  |  |  |  |  |  |  |  |  |  |  |  |  |  |  |  |  |  |  |  |  |  |  |  |  |  |  |  |
| Marcelo Mazzarello  | Juan Alberto "Johnny" Lambaré                | Secundario  |           |  |  |  |  |  |  |  |  |  |  |  |  |  |  |  |  |  |  |  |  |  |  |  |  |  |  |  |  |  |  |  |  |  |  |  |  |  |  |  |  |  |  |  |  |  |  |  |  |  |  |  |  |  |  |
| Agustina Cabo       | Agustina Becker                              | Secundaria  | Principal |  |  |  |  |  |  |  |  |  |  |  |  |  |  |  |  |  |  |  |  |  |  |  |  |  |  |  |  |  |  |  |  |  |  |  |  |  |  |  |  |  |  |  |  |  |  |  |  |  |  |  |  |  |  |
| Minerva Casero      | Ailín Medina                                 | Principal   | Principal |  |  |  |  |  |  |  |  |  |  |  |  |  |  |  |  |  |  |  |  |  |  |  |  |  |  |  |  |  |  |  |  |  |  |  |  |  |  |  |  |  |  |  |  |  |  |  |  |  |  |  |  |  |  |
| Andrés Gil          | Leonardo "Leo" Quiroga                       | Principal   |           |  |  |  |  |  |  |  |  |  |  |  |  |  |  |  |  |  |  |  |  |  |  |  |  |  |  |  |  |  |  |  |  |  |  |  |  |  |  |  |  |  |  |  |  |  |  |  |  |  |  |  |  |  |  |
| Fausto Bengoechea   | Brian "Piru" Tolosa                          | Principal   | Principal |  |  |  |  |  |  |  |  |  |  |  |  |  |  |  |  |  |  |  |  |  |  |  |  |  |  |  |  |  |  |  |  |  |  |  |  |  |  |  |  |  |  |  |  |  |  |  |  |  |  |  |  |  |  |
| Thais Rippel        | María Luisa "Chipi" Sánchez                  | Principal   | Principal |  |  |  |  |  |  |  |  |  |  |  |  |  |  |  |  |  |  |  |  |  |  |  |  |  |  |  |  |  |  |  |  |  |  |  |  |  |  |  |  |  |  |  |  |  |  |  |  |  |  |  |  |  |  |
| Patricia Echegoyen  | Javiera Mussolini Fornide                    | Secundaria  |           |  |  |  |  |  |  |  |  |  |  |  |  |  |  |  |  |  |  |  |  |  |  |  |  |  |  |  |  |  |  |  |  |  |  |  |  |  |  |  |  |  |  |  |  |  |  |  |  |  |  |  |  |  |  |
| Yayo Guridi         | Oscar Torreta                                | Recurrente  |           |  |  |  |  |  |  |  |  |  |  |  |  |  |  |  |  |  |  |  |  |  |  |  |  |  |  |  |  |  |  |  |  |  |  |  |  |  |  |  |  |  |  |  |  |  |  |  |  |  |  |  |  |  |  |
| Gabriel Gallichio   | Blas Quevedo Linares                         | Principal   | Principal |  |  |  |  |  |  |  |  |  |  |  |  |  |  |  |  |  |  |  |  |  |  |  |  |  |  |  |  |  |  |  |  |  |  |  |  |  |  |  |  |  |  |  |  |  |  |  |  |  |  |  |  |  |  |
| Matías Desiderio    | Mauro Funes                                  | Antagonista |           |  |  |  |  |  |  |  |  |  |  |  |  |  |  |  |  |  |  |  |  |  |  |  |  |  |  |  |  |  |  |  |  |  |  |  |  |  |  |  |  |  |  |  |  |  |  |  |  |  |  |  |  |  |  |
| Tomás Kirzner       | Eliseo de la Torre                           | Secundario  | Principal |  |  |  |  |  |  |  |  |  |  |  |  |  |  |  |  |  |  |  |  |  |  |  |  |  |  |  |  |  |  |  |  |  |  |  |  |  |  |  |  |  |  |  |  |  |  |  |  |  |  |  |  |  |  |
| Matías Mayer        | Bautista Bessone                             | Antagonista |           |  |  |  |  |  |  |  |  |  |  |  |  |  |  |  |  |  |  |  |  |  |  |  |  |  |  |  |  |  |  |  |  |  |  |  |  |  |  |  |  |  |  |  |  |  |  |  |  |  |  |  |  |  |  |
| Mariel Percossi     | Renata                                       | Recurrente  |           |  |  |  |  |  |  |  |  |  |  |  |  |  |  |  |  |  |  |  |  |  |  |  |  |  |  |  |  |  |  |  |  |  |  |  |  |  |  |  |  |  |  |  |  |  |  |  |  |  |  |  |  |  |  |
| Camila Mateos       | Mía Blanco                                   | Secundaria  |           |  |  |  |  |  |  |  |  |  |  |  |  |  |  |  |  |  |  |  |  |  |  |  |  |  |  |  |  |  |  |  |  |  |  |  |  |  |  |  |  |  |  |  |  |  |  |  |  |  |  |  |  |  |  |
| Abril Sánchez       | Zoe                                          | Recurrente  |           |  |  |  |  |  |  |  |  |  |  |  |  |  |  |  |  |  |  |  |  |  |  |  |  |  |  |  |  |  |  |  |  |  |  |  |  |  |  |  |  |  |  |  |  |  |  |  |  |  |  |  |  |  |  |
| Paloma Sirvén       | Milagros "Milu"                              | Recurrente  |           |  |  |  |  |  |  |  |  |  |  |  |  |  |  |  |  |  |  |  |  |  |  |  |  |  |  |  |  |  |  |  |  |  |  |  |  |  |  |  |  |  |  |  |  |  |  |  |  |  |  |  |  |  |  |
| Julián Cerati       | Ramiro                                       | Antagonista |           |  |  |  |  |  |  |  |  |  |  |  |  |  |  |  |  |  |  |  |  |  |  |  |  |  |  |  |  |  |  |  |  |  |  |  |  |  |  |  |  |  |  |  |  |  |  |  |  |  |  |  |  |  |  |
| Paloma Ker          | Martina Astrada                              | Antagonista |           |  |  |  |  |  |  |  |  |  |  |  |  |  |  |  |  |  |  |  |  |  |  |  |  |  |  |  |  |  |  |  |  |  |  |  |  |  |  |  |  |  |  |  |  |  |  |  |  |  |  |  |  |  |  |
| Marcelo De Bellis   | Gustavo Cortés                               | Recurrente  |           |  |  |  |  |  |  |  |  |  |  |  |  |  |  |  |  |  |  |  |  |  |  |  |  |  |  |  |  |  |  |  |  |  |  |  |  |  |  |  |  |  |  |  |  |  |  |  |  |  |  |  |  |  |  |
| Javier Eloy Bonanno | Pedro                                        | Recurrente  |           |  |  |  |  |  |  |  |  |  |  |  |  |  |  |  |  |  |  |  |  |  |  |  |  |  |  |  |  |  |  |  |  |  |  |  |  |  |  |  |  |  |  |  |  |  |  |  |  |  |  |  |  |  |  |
| Lautaro Rodríguez   | Pablo                                        | Recurrente  |           |  |  |  |  |  |  |  |  |  |  |  |  |  |  |  |  |  |  |  |  |  |  |  |  |  |  |  |  |  |  |  |  |  |  |  |  |  |  |  |  |  |  |  |  |  |  |  |  |  |  |  |  |  |  |
| Valentín Villafañe  | Queco                                        | Invitado    |           |  |  |  |  |  |  |  |  |  |  |  |  |  |  |  |  |  |  |  |  |  |  |  |  |  |  |  |  |  |  |  |  |  |  |  |  |  |  |  |  |  |  |  |  |  |  |  |  |  |  |  |  |  |  |
| Lili Popovich       | Elena Hernández                              | Invitada    |           |  |  |  |  |  |  |  |  |  |  |  |  |  |  |  |  |  |  |  |  |  |  |  |  |  |  |  |  |  |  |  |  |  |  |  |  |  |  |  |  |  |  |  |  |  |  |  |  |  |  |  |  |  |  |
| Silvia Pérez        | Georgina "Gogó"                              | Recurrente  |           |  |  |  |  |  |  |  |  |  |  |  |  |  |  |  |  |  |  |  |  |  |  |  |  |  |  |  |  |  |  |  |  |  |  |  |  |  |  |  |  |  |  |  |  |  |  |  |  |  |  |  |  |  |  |
| Christian Inglize   | Alan                                         | Secundario  |           |  |  |  |  |  |  |  |  |  |  |  |  |  |  |  |  |  |  |  |  |  |  |  |  |  |  |  |  |  |  |  |  |  |  |  |  |  |  |  |  |  |  |  |  |  |  |  |  |  |  |  |  |  |  |
| Sebastián Yatra     | Sebastián Yatra                              | Invitado    |           |  |  |  |  |  |  |  |  |  |  |  |  |  |  |  |  |  |  |  |  |  |  |  |  |  |  |  |  |  |  |  |  |  |  |  |  |  |  |  |  |  |  |  |  |  |  |  |  |  |  |  |  |  |  |

## Temporada
| Temporada | Temporada | Episodios | Episodios | Lanzamiento original | Lanzamiento original |
| Temporada | Temporada | Episodios | Episodios | Primera emisión      | Última emisión       |
| --------- | --------- | --------- | --------- | -------------------- | -------------------- |
|           | 1         | 154       | 154       | 22 de enero de 2018  | 31 de agosto de 2018 |

## Producción

### Guiones
Los libretos de la telecomedia están escritos por Claudio Lacelli y Lily Ann Martin con la colaboración autoral de Belén Wedeltoft, Esteban del Campo, Ariel Fernández y Diego Betancor.

### Música
Simona cuenta con música original compuesta por Florencia Bertotti, Willie Lorenzo e interpretada por Ángela Torres. El 12 de diciembre de 2017 todo el elenco presentó en Showmatch el tema principal de la novela "Simona Va".

### Rodaje
La filmación de la telenovela inició el 13 de noviembre de 2017 y finalizó el 28 de agosto de 2018.

### Promoción
El 8 de diciembre de 2017, se vieron los primeros avances por El trece. Simona tuvo línea de productos como merchandising y álbum de figuritas, además se lanzó material discográfico bajo el sello de Warner Music Argentina; una temporada teatral que se llevó a cabo con fechas en Buenos Aires, y una mini gira por Argentina y Uruguay.

### Emisión
Simona debutó 22 de enero de 2018, por lo tanto Las estrellas se emitió los últimos 2 capítulos que concluyó el 23 de enero. Finalizó el 31 de agosto de 2018, sustituido por Mi hermano es un clon.

## Evento solidario
El 11 de agosto de 2018, el elenco de Simona participó en la fiesta que se emite todos los años por eltrece, Un sol para los chicos para recaudar fondos.

## Levantamiento
El 12 de agosto de 2021 el canal de cine y series clásicas Volver decidió levantar las emisiones de la tira por la denuncia de Thelma Fardín contra Juan Darthés, en su lugar fue sustituido por 1/2 falta, tira juvenil que se emitió entre 2005 y 2006 por El trece en el horario de las 16:00 (UTC-3).

## Premios y nominaciones
| Año  | Organización                  | Categoría        | Nominado/a (s)    | Resultado | Ref(s) |
| ---- | ----------------------------- | ---------------- | ----------------- | --------- | ------ |
| 2018 | Kids' Choice Awards Argentina | Show Favorito    | Simona            | Nominado  | [ 4 ]  |
| 2018 | Kids' Choice Awards Argentina | Actor Favorito   | Agustín Casanova  | Nominado  | [ 4 ]  |
| 2018 | Kids' Choice Awards Argentina | Villano Favorito | Stefanía Roitman  | Nominada  | [ 4 ]  |
| 2018 | Kids' Choice Awards Argentina | Chico/a Trendy   | Renato Quattordio | Nominado  | [ 4 ]  |
| 2018 | Kids' Choice Awards Argentina | Chico/a Trendy   | Minerva Casero    | Nominada  | [ 4 ]  |

| Año  | Organización      | Categoría                               | Nominado/a (s)     | Resultado | Ref(s) |
| ---- | ----------------- | --------------------------------------- | ------------------ | --------- | ------ |
| 2018 | Notirey Argentina | Ficción Diaria                          | Simona             | Nominado  | [ 5 ]  |
| 2018 | Notirey Argentina | Revelación Masculina                    | Gabriel Gallicchio | Ganador   | [ 5 ]  |
| 2018 | Notirey Argentina | Revelación Femenina                     | Stefanía Roitman   | Nominada  | [ 5 ]  |
| 2018 | Notirey Argentina | Protagonista Femenina en Ficción Diaria | Ángela Torres      | Ganadora  | [ 5 ]  |
| 2018 | Notirey Argentina | Actor de Reparto                        | Andres Gil         | Ganador   | [ 5 ]  |

| Año  | Organización          | Categoría       | Nominado/a (s)   | Resultado | Ref(s) |
| ---- | --------------------- | --------------- | ---------------- | --------- | ------ |
| 2018 | Premios Martín Fierro | Ficción Diaria  | Simona           | Nominado  | [ 6 ]  |
| 2018 | Premios Martín Fierro | Revelación      | Agustín Casanova | Nominado  | [ 6 ]  |
| 2018 | Premios Martín Fierro | Revelación      | Stefanía Roitman | Nominada  | [ 6 ]  |
| 2018 | Premios Martín Fierro | Cortina musical | Simona va        | Nominada  | [ 6 ]  |